# Joseph Kimmig
Joseph Kimmig, auch Josef Kimmig (* 31. Januar 1909 in Bad Griesbach im Schwarzwald; † 10. September 1976 in Hamburg) war ein deutscher Dermatologe und Hochschullehrer.

## Leben
Kimmig absolvierte nach seinem Abitur in Sasbach ein Chemiestudium an der Universität München, das er mit Promotion zum Dr. phil. nat. abschloss. Danach absolvierte er an der Universität Kiel ein medizinisches Zweitstudium. Ab 1939 leitete Kimmig an der Kieler Universitätshautklinik das Chemische Labor. In Kiel forschte Kimmig zudem mit Josef Vonkennel zur Chemotherapie der Gonorrhoe und Sulfonamiden. Kimmig beantragte am 22. August 1941 die Aufnahme in die NSDAP und wurde zum 1. Oktober desselben Jahres aufgenommen (Mitgliedsnummer 8.876.697), er war auch Mitglied der SA. Er promovierte 1942 zum Dr. med. und wechselte 1943 mit Vonkennel an die Universität Leipzig, wo Vonkennel ordentlicher Professor für Haut- und Geschlechtskrankheiten wurde. Vonkennel entwickelte „zusammen mit seinem damaligen Assistenten Dr. Kimmig das Versuchspräpärat DDS (Diaminodiphenylsulfon), welches auf Anregung Vonkennels in Buchenwald erprobt wurde und Todesopfer forderte.“ Der Bevollmächtigte für das Gesundheitswesen Karl Brandt nannte Kimmig einen der „Führenden Dermatologen der NS-Zeit“.
Nach dem Zweiten Weltkrieg war Kimmig als Privatdozent und Oberarzt an der Universitätshautklinik in Heidelberg tätig. Er habilitierte sich 1948 an der Universität Heidelberg mit der Schrift „Experimentelle und klinische Beiträge zur Chemotherapie mit Sulfonamiden“. Ab 1951 war Kimmig ordentlicher Professor für Dermatologie an der Universität Hamburg und leitete als Direktor die Universitätshautklinik in Hamburg-Eppendorf. Kimmig blieb bis zu seiner Emeritierung in Hamburg. Er wurde noch 1959 Mitglied der Deutschen Akademie der Naturforscher Leopoldina.
Kimmig und Vonkennel gelang es erstmals in Deutschland aus dem Stamm der Mycoine ein wirksames Antibiotikum zu isolieren. Kimmig forschte insbesondere zur „Chemotherapie dermato-venerologischer Erkrankungen“, Mykosen und der Hauttuberkulose.

## Schriften (Auswahl)
- Walther Schönfeld, Josef Kimmig: Sulfonamide und Penicilline, Enke, Stuttgart 1948.
- Joseph Kimmig u. Michael Jänner: Atlas der Haut- und Geschlechtskrankheiten / [Begr. von:] Frieboes; Schönfeld. Fortgeführt von Person(en) Frieboes, Walther; Schönfeld, Walter; Kimmig, Joseph Ausgabe 3., neubearb. Aufl., Thieme, Stuttgart 1966.
- Kimmig, Joseph: Handbuch der Haut- und Geschlechtskrankheiten, Springer, Berlin 1962.
- Joseph Kimmig, Michael Jänner: Taschenatlas der Haut- und Geschlechtskrankheiten für Studium u. Praxis, Thieme, Stuttgart 1978.